# Albert Wassiljewitsch Akatow
Albert Wassiljewitsch Akatow (russisch Альберт Васильевич Акатов; * 15. Mai 1930 in Atschinsk, Region Krasnojarsk; † 3. Dezember 2016 in Riga) war ein sowjetischer Konteradmiral a. D. Er war von 1985 bis 1987 der 14. Kommandeur der Kaspischen Höheren Offiziersschule der Sowjetischen Seekriegsflotte in Baku.

## Leben
Akatow zog 1941 mit seiner Familie kurzzeitig nach Riga. Bereits am 27. Juni 1941 flohen sie vor den faschistischen deutschen Truppen in einem der letzten Militärzüge über die Grenze nach Iwanowo. Sein Vater wurde sofort an die Front kommandiert und fiel 1942. Akatow war gezwungen, früh Verantwortung für Großmutter, Mutter und seine zwei Schwestern zu übernehmen. Er trat in eine Kavallerieschule ein, schloss sie mit Auszeichnung ab und wurde Kavallerieausbilder für Jugendliche, die zur unmittelbaren Verwendung an der Front bestimmt waren. Nach der Befreiung Rigas im Oktober 1944 kehrte die Familie in die Stadt zurück und seine Mutter arbeitete im lettischen Bildungsministerium. Akatow, der sieben Jahre zur Schule gegangen war, wurde in die siebte Klasse der Rigaer Nachimow-Seekriegsschule aufgenommen. Nach deren Abschluss trat er 1953 in die 1. Baltische Höhere Seekriegsschule in Leningrad ein und durchlief eine Ausbildung zum Mine/Torpedospezialisten. Akaktow wurde nach dem Absolvieren der Ausbildung Kommandeur des Gefechtsabschnitts Mine/Torpedo (GA-3) auf dem U-Boot S-141 des Projekts 613 und nach sechs Jahren Kommandant dieses U-Bootes. 
1956 absolvierte Akatow Kommandeurslehrgänge in Leningrad und wurde im Anschluss 1. Offizier auf dem U-Boot S-155. Für eine Dauer von fünf Jahren folgte 1959 eine Verwendung als U-Bootkommandant auf S-155 und S-192 des Projekts 613 in der Basis Uriza. Anschließend wurde er Kommandant des dieselelektrischen U-Bootes B-25 (Projekt 641) und fuhr Gefechtseinsätze im Atlantik und Mittelmeer zur Aufklärung und Verfolgung von Kampfschiffen der 6. Flotte der US Navy.
1968 besuchte er die Seekriegsakademie, wurde zum Kapitän zur See befördert und für anderthalb Jahre als Stabschef einer U-Bootbrigade des Projekts 613 in der Nordflottenbasis Liinachamari eingesetzt. Die nächsten sieben Jahre diente er als Kommandeur einer U-Bootbrigade des Projekts 641 und Kommandeur einer operativen Einheit im Mittelmeer. 1972 und 1974 war er Chef des sowjetischen Marinestützpunkts in Alexandria. 1977 erfolgte seine Ernennung zum Konteradmiral. 
Von November 1985 bis Juli 1987 leitete er die Kaspische Höhere Seekriegsschule in Baku. Seit seiner Entlassung in den Ruhestand lebte er in Riga. 2002 wurde in Sankt Petersburg die Internationale Assoziation regionaler Organisationen der Veteranen der U-Bootflotte gegründet. Akatow vertrat in ihr die Gesellschaft der U-Bootfahrerveteranen Lettlands und war Mitglied des Rates.

## Auszeichnungen
- Rotbannerorden (1968)
- Orden „Für den Dienst am Vaterland in den Streitkräften der UdSSR“ 3. Klasse (1975)
- Orden des Roten Sterns (1980)
- weitere Medaillen

## Veröffentlichungen
A. W. Akatow: Судьба офицера подводника. Hrsg.: Общество ветеранов-подводников Латвии. 2007.